# Informação falsa
Exemplos de informação falsa ou má informação incluem boatos falsos, insultos ou pegadinhas, diferindo-se assim da desinformação mais deliberada, cujos exemplos incluem embustes, spearphishing e propagandas de difusão automatizada. Ambas tendem a gerar medo e suspeita na população geral.
Paródias e sátiras podem tornar-se informação falsa se levadas a sério por incautos e difusas como verdadeiras. Tanto a informação falsa como a desinformação são fortemente associadas às notícias falsas, definidas como "informação fabricada que emula conteúdo midiático em forma, mas não em processo organizacional ou intenção".